# القائمة الخضراء للحرية
القائمة الخضراء للحرية هي أطول قائمة التماس في العالم، حيث يصل طولها لأكثر من 2000 مترٍ. وقد تم تصميمها على يد الأفراد الشتات الإيراني (المقيمين بالخارج)، وهي مغطاة بالتوقيعات من الناس في جميع أنحاء العالم، مشككين في شرعية محمود أحمدي نجاد كرئيس إيراني بعد الانتخابات الرئاسية الإيرانية المتنازع عليها في يونيو 2009، كما أنهم يدينون انتهاكات حقوق الإنسان التي ارتُكبت ضد المتظاهرين الإيرانيين ويتضامنون للمطالبة بحقوق الإنسان العالمية والعدالة والحرية للشعب الإيراني. ويكمن الهدف الأساسي للحملة في طمأنة الإيرانيين داخل إيران أنهم ليسوا وحدهم في نضالهم.

## المنشأ
فكر علي طهراني، وهو إيراني يبلغ من العمر 44 عامًا ويقيم في واترلو، أونتاريو (كندا) في فكرة لحملة القائمة الخضراء في أواخر يونيو 2009 بينما كان يراقب الحكومة الإيرانية وهي تطلق العنان للانتهاكات ضد الناس في وطنه. وكان مفهوم طهراني الأصلي هو تعليق القائمة المنتهية على برج سي إن في تورونتو، كندا أو برج إيفل في باريس، فرنسا، كعمل من أعمال الاحتجاج في جميع أنحاء العالم ضد التنصيب المنتظر لأحمدي نجاد لولاية ثانية كرئيس لإيران.
انتشرت الفكرة سريعًا بين أعضاء الشتات الإيراني (المقيمين بالخارج). وفي المدن حول العالم، اشترى النشطاء الإيرانيون لفات من القماش الأخضر من المصادر المحلية، وجمعوا سريعًا الآفًا لا تحصى من التوقيعات من الإيرانيين وغير الإيرانيين بين 10 و12 يوليو. وفي النهاية، أرسلت أكثر من 190 مدينة حول العالم لفات من القماش لباريس، فرنسا، حيث تمت خياطتها معًا لتصبح لافتة عريضة واحدة متصلة. وعندما تم تجميع جميع القطع، وولدت القائمة الخضراء للحرية، امتد طول التوقيعات التي تم جمعها لأكثر من 2000 مترٍ.

## الغرض
إن الغرض من حملة القائمة الخضراء للحرية هو كما يلي:
1. ليسمع العالم رسالتهم أن «أحمدي نجاد ليس هو الرئيس الشرعي لإيران»
2. لإدانة الانتهاكات الجسيمة لحقوق الإنسان والاغتصابات والتعذيب والقتل وغيرها من الأعمال الظالمة التي يتم ارتكابها ضد الإيرانيين السلميين
3. للمطالبة بحقوق الإنسان العالمية والحرية والعدالة المتكافئة للشعب الإيراني
4. لتشجيع الحكومات الأجنبية على عدم الاعتراف بحكومة «انقلاب» أحمدي نجاد
5. لإظهار الوحدة بين جميع الإيرانيين خارج إيران
6. لتوضح للإيرانيين داخل إيران أنهم مدعومون من الناس في جميع أنحاء العالم، ويؤكدون عليهم أنهم ليسوا وحدهم في نضالهم
7. لجذب اهتمام وسائل الإعلام المستمر عن نضال الشعب الإيراني

## عرض التاريخ

### باريس
ظهرت القائمة الخضراء للحرية أول ظهور علني لها في 25 يوليو 2009، في باريس بفرنسا على ظل برج إيفل، مطوقة جزءًا كبيرًا من شامب دي مارس. وتزامن ذلك مع (ولكن لم يكن مخططًا له كجزء رسمي من الحدث) اليوم العالمي للعمل في 25 يوليو في أكثر من 100 مدينة حول العالم من قبل ائتلاف النشطاء الإيرانيين الأخضر.

### نيويورك
ردًا على ظهور أحمدي نجاد في اجتماع الجمعية العامة للأمم المتحدة في مدينة نيويورك يوم 23 سبتمبر 2009، تم شحن القائمة الخضراء إلى نيويورك، حيث تم حملها في مسيرة عبر جسر بروكلين في 24 سبتمبر 2009.
كان مسؤولو إدارة شرطة نيويورك يخشون من أنهم إذا قاموا بالمشي حاملين القائمة كراية واحدة متصلة، في حالة تطاير القائمة بسبب الرياح ووقوعها على طريق جسر بروكلين، فإن القائمة التي يبلغ طولها 2000 مترٍ ستشكل خطرًا شديدًا على السيارات على الطريق والناس على الممشى. ولهذا السبب المتعلق بالسلامة، طلبت شرطة نيويورك أن يتم تقطيع القائمة إلى خمسين (50) جزءًا ويتم حملها عبر جسر بروكلين على أعمدة من الورق المقوى. وقد تم ترقيم معظم الأجزاء كما تم قطعها، بحيث يمكن إعادة تجميع القائمة بنفس الترتيب الأصلي في وقت لاحق.

### واشنطن العاصمة
في 15 نوفمبر 2009 (وهو أيضًا اليوم العالمي للطالب)، تم حمل القائمة والمشي بها عبر المول المحلي، بدءًا من قاعدة نصب واشنطن التذكاري وانتهاءً بدرجات سلالم مبنى الكابيتول في الولايات المتحدة. 

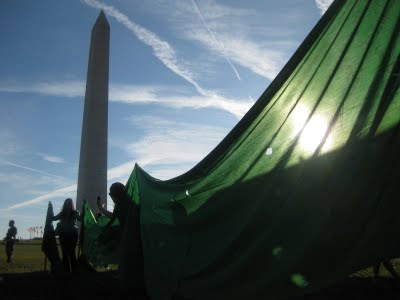
القائمة الخضراء في نصب واشنطن التذكاري

## ردود الفعل الدولية
في الإمارات العربية المتحدة، منعت الشرطة المتظاهرين الإيرانيين من توقيع القائمة الخضراء، حسبما أفادت الصحيفة القومية التي يقع مقرها في دبي. وقالت الشرطة للحشود أنه «تم منعهم من إرسال عرائض رسمية من على أرض الإمارات، لأن إيران والإمارات العربية المتحدة لديهما علاقات دبلوماسية».

## وصلات خارجية
- Greenscroll Blog